# Aleksandr Dovbnja (calciatore 1987)
Aleksandr Vjačeslavovič Dovbnja (in russo Александр Вячеславович Довбня?; Mosca, 10 aprile 1987) è un calciatore russo, portiere dello Spartak Mosca.

## Carriera
Ha giocato nella prima divisione russa.

## Palmarès

### Club

#### Competizioni nazionali
- Pervenstvo Futbol'noj Nacional'noj Ligi: 1

Torpedo Mosca: 2021-2022